# Raymond Leroy

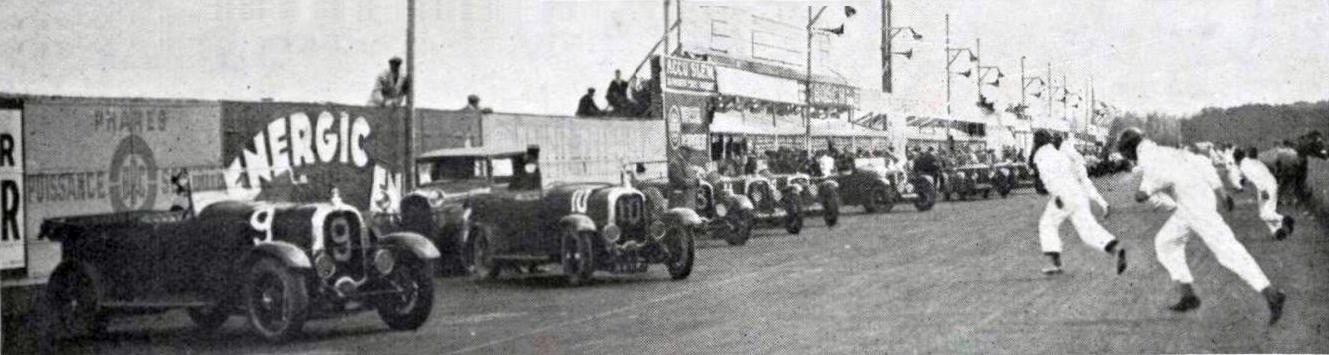
Der Fasto A3 Sport (Startnummer 8) von Pierre Mesnel und Raymond Leroy beim Start zum 24-Stunden-Rennen von Le Mans 1927

Raymond Leroy (* 17. Juni 1897 in Montivilliers; † 21. August 1946 ebenda) war ein französischer Autorennfahrer.

## Karriere als Rennfahrer
Raymond Leroy war 1927 bei zwei Sportwagenrennen am Start. Im Mai gewann er auf einem Bugatti das 6-Stunden-Rennen von Dijon, bekannt als Grand Prix de Bourgogne, und im Juni war er beim 24-Stunden-Rennen von Le Mans gemeldet. Gemeinsam mit Pierre Mesnel fuhr er einen Werks-Fasto A3 Sport, der nach 96 gefahrenen Runden durch Motorschaden ausfiel.

## Statistik

### Le-Mans-Ergebnisse
| Jahr | Team                                | Fahrzeug       | Teamkollege   | Platzierung | Ausfallgrund |
| ---- | ----------------------------------- | -------------- | ------------- | ----------- | ------------ |
| 1927 | Fabriques d’Automobiles de St. Ouen | Fasto A3 Sport | Pierre Mesnel | Ausfall     | Motorschaden |